# Juan Bautista Sánchez González
Juan Bautista Sánchez González fou un militar espanyol nat a Íllora (Granada) el 12 de novembre de 1893 i mort a Puigcerdà (La Cerdanya) el 30 de gener de 1957. En el moment de la seva mort era capità general de Catalunya.

## El militar
Als 18 anys entra a l'acadèmia militar d'infanteria de Toledo. El seu primer destí va ser el protectorat espanyol del Marroc. Va ser un dels militars implicats en la preparació de "l'Alzamiento". Es va sublevar el 17 de juliol de 1936 a Melilla. Va lluitar a les principals batalles de la Guerra Civil espanyola (Brunete, Terol, Ebre), sent el primer cap a entrar a Bilbao el 19 de juny de 1937. En aquells moments tenia el grau de tinent coronel. Posteriorment, al capdavant de tropes navarreses, participarà en la partició en dos del bàndol republicà, arribant al Mediterrani per Castelló. Tot seguit es dirigirà al nord, participant en la batalla de l'Ebre i posteriorment entrant a Barcelona el 26 de gener de 1939. A les 19 hores es va dirigir per ràdio a la població per anunciar l'ocupació militar per part de les tropes de Franco de la capital catalana.
Fou Capità general de les Illes Balears de juliol a octubre de 1941, i novament de 1942 a 1945, quan fou nomenat capità general de la V Regió Militar, càrrec que va ocupar fins 1949.

## Capità general de Catalunya
El 14 d'octubre de 1949 fou nomenat capità general de Catalunya, un càrrec que ocuparia fins a la seva mort, oficialment d'un atac de cor, en estranyes circumstàncies.

## Mort a Puigcerdà
Eren conegudes les seves simpaties monàrquiques i se sabia que era partidari de la restauració de Joan de Borbó, pare del rei Joan Carles I.
El ministre secretari del "Movimiento", José Luis Arrese, estava preparant una llei orgànica que va alarmar el sector monàrquic del règim, ja que deixava fora de joc les aspiracions d'una restauració en la figura del pretendent Juan III. Aleshores van maniobrar per situar Juan Bautista Sánchez com a president de govern i arraconar el general Franco com a figura merament honorària. L'oposició de l'església i de molts generals va forçar la dimissió d'Arrese. Tot i això les relacions entre Franco i Bautista Sánchez no van millorar. El capità general va ser trobat mort a la seva habitació de l'"Hotel del Prado" de Puigcerdà, on estava hostatjat perquè havia anat a inspeccionar un destacament militar situat a la collada de Toses. Al llibre Mis conversaciones privadas con Franco, el tinent coronel Francisco Franco Salgado-Araujo, cosí i secretari personal del general Franco apunta que el dictador va comentar-li que tenia pensat destituir-lo de forma imminent.